# 24 Heures du Mans 1934
Navigation
Édition précédente Édition suivante
Les 24 Heures du Mans 1934 sont la 12e édition de l'épreuve et se déroulent les 16 et 17 juin 1934 sur le circuit de la Sarthe.

## Nombre de pilotes qualifiés pour la course
Pas moins de 88 pilotes prennent le départ de la course. Quatre femmes sont sur la grille pour cette édition dont un équipage féminin.
| 43 Britanniques | 42 Français | 1 Américain | 1 Canadienne | 1 Italien |

## Classement final de la course

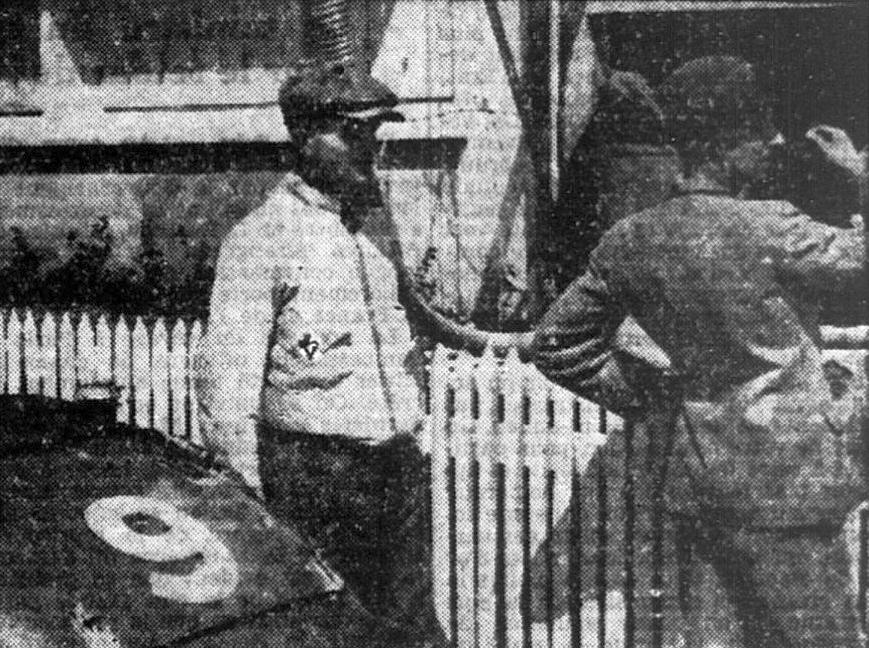
Luigi Chinetti avant le départ des 24 Heures du Mans 1934.

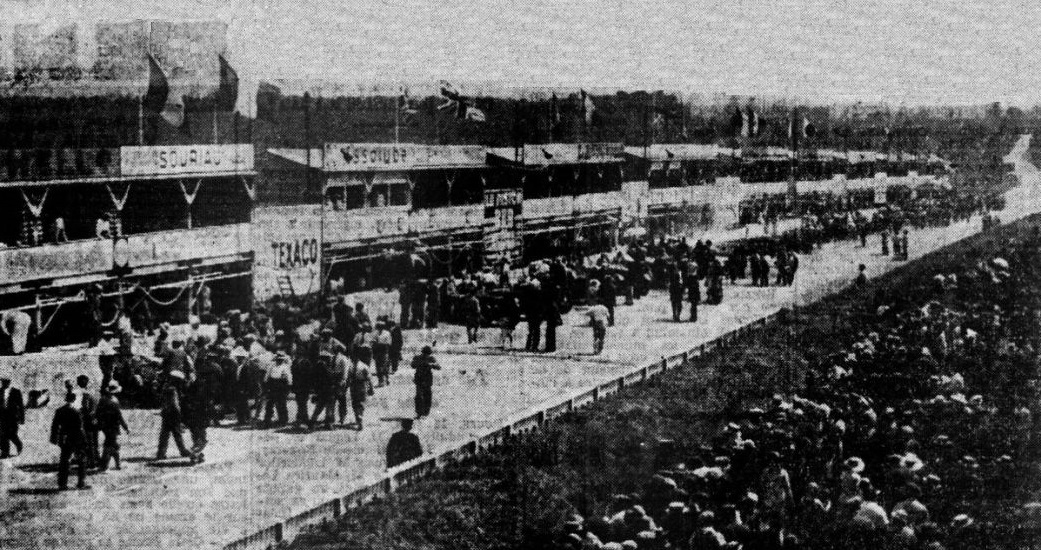
Départ des 24 Heures du Mans 1934.

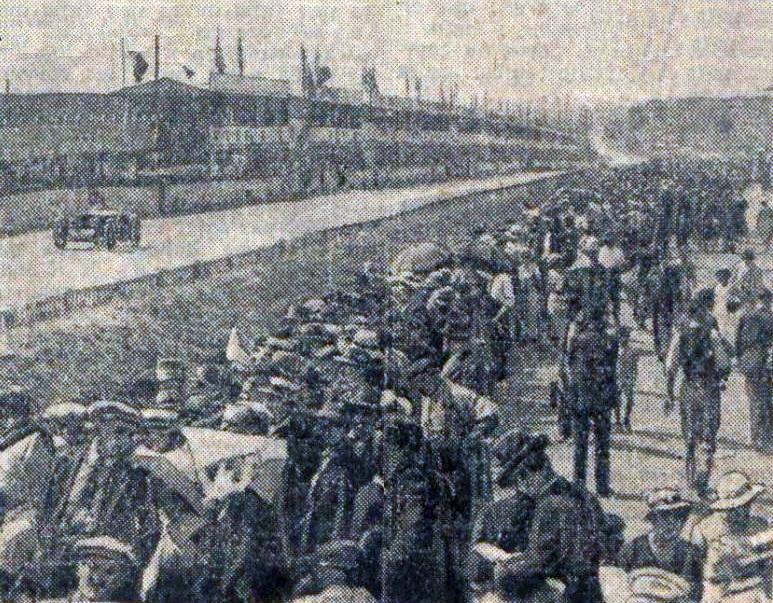
Course des 24 Heures du Mans 1934.

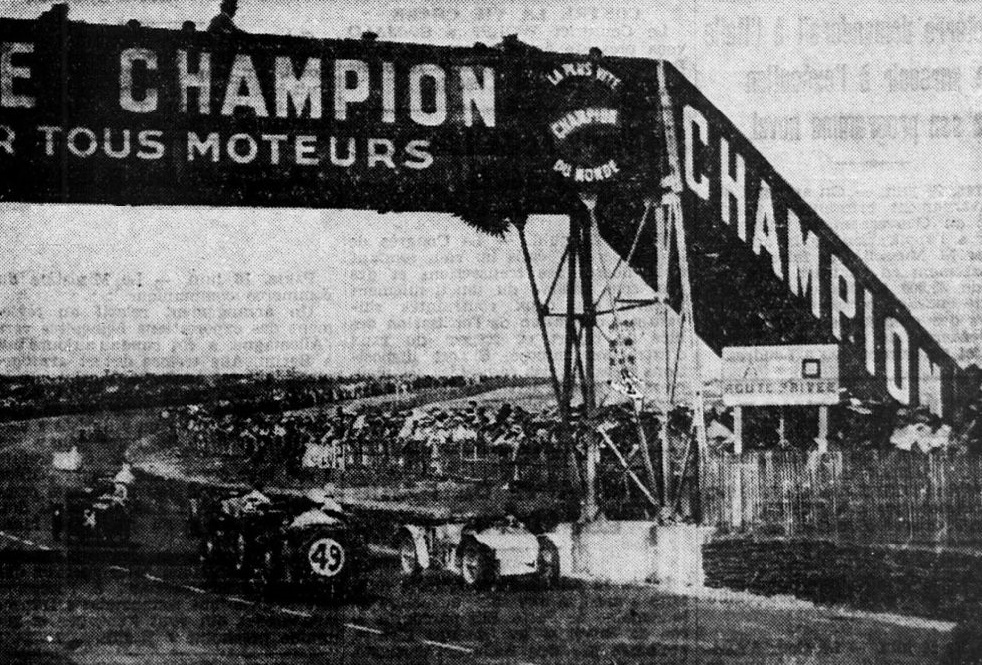
Attaque dans un virage aux 24 Heures du Mans 1934 (Hendy et Boulton).

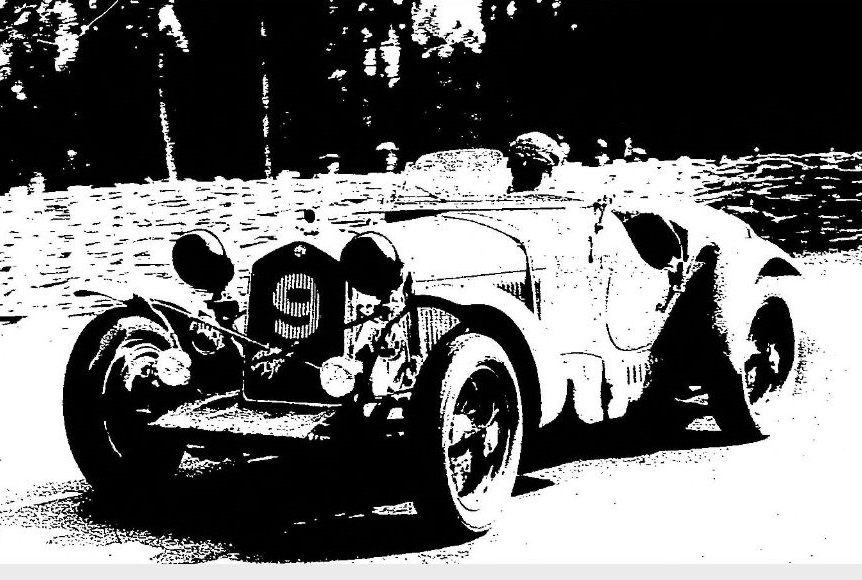
Philippe Étancelin aux 24 Heures du Mans 1934.

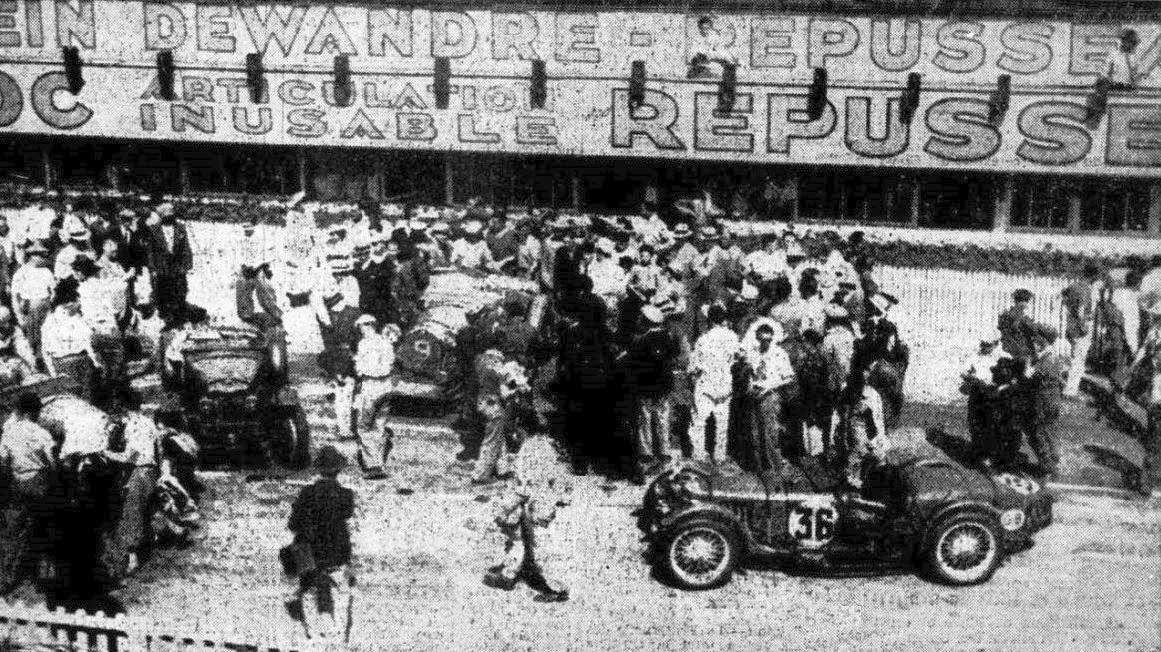
Arrivée des 24 Heures du Mans 1934.

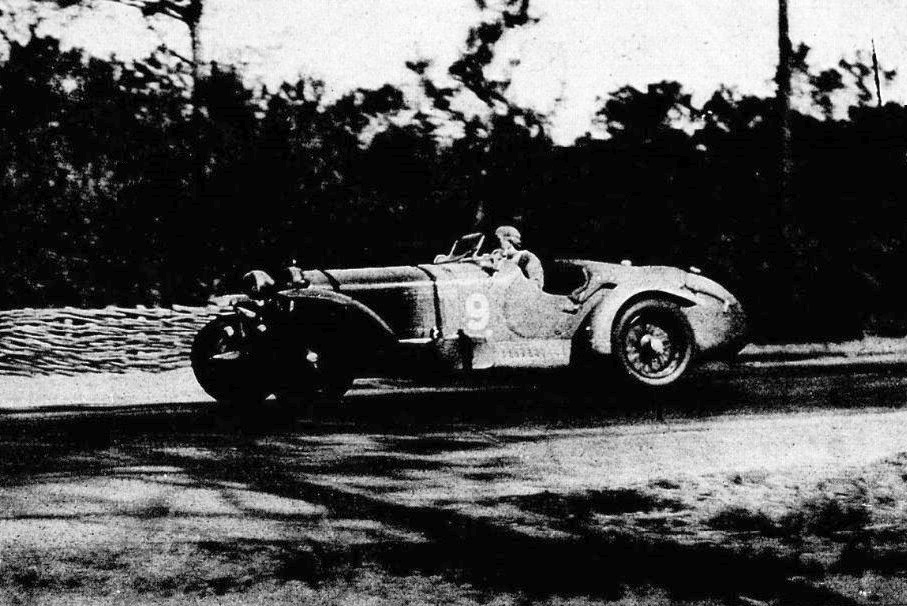
Philippe Étancellin, vainqueur des 24 Heures du Mans 1934 sur Alfa Romeo 8C 2300.

| Pos. | Catégorie | no | Écurie                            | Pilotes                                 | Châssis                                | Moteur                          | Tours |
| ---- | --------- | -- | --------------------------------- | --------------------------------------- | -------------------------------------- | ------------------------------- | ----- |
| 1    | 3.0       | 9  | Luigi Chinetti Philippe Étancelin | Luigi Chinetti Philippe Étancelin       | Alfa Romeo 8C 2300                     | Alfa Romeo 2.3L Supercharged I8 | 213   |
| 2    | 1.5       | 27 | Riley Motor Company Ltd.          | Jean Sébilleau Georges Delaroche        | Riley 6/12 MPH Racing                  | Riley 1.5L I6                   | 200   |
| 3    | 1.5       | 28 | Riley Motor Company Ltd.          | Freddie Dixon Cyril Paul                | Riley 6/12 MPH Racing                  | Riley 1.5L I6                   | 199   |
| 4    | 1.1       | 34 | Roy Eccles                        | Charles E.C. Martin Roy Eccles          | MG Magnette K3                         | MG 1.1L Supercharged I4         | 197   |
| 5    | 1.1       | 36 | Riley Motor Company Ltd.          | Alex van der Becke Kenneth Peacock      | Riley Brooklands                       | Riley 1.1L I4                   | 195   |
| 6    | 1.1       | 37 | Riley Motor Company Ltd.          | Sammy Newsome Percy Maclure             | Riley Nine Ulster Imp                  | Riley 1.1L I4                   | 195   |
| 7    | 1.5       | 26 | A.A. Rigby                        | Brian E. Lewis Johnny Hindmarsh         | Singer Le Mans 1½ Litre                | Singer 1.5L I4                  | 195   |
| 8    | 1.5       | 25 | Frank Stanley Barnes              | Frank Stanley Barnes Alf Langley        | Singer Le Mans 1½ Litre                | Singer 1.5L I4                  | 192   |
| 9    | 3.0       | 4  | Norbert Jean Mahé                 | Norbert Jean Mahé Jean Desvignes        | Bugatti Type 44                        | Bugatti 3.0L I8                 | 191   |
| 10   | 1.5       | 20 | M.R.E. Tongue                     | Reggie Tongue Maurice Faulkner          | Aston Martin 1½ Le Mans                | Aston Martin 1.5L I4            | 188   |
| 11   | 1.5       | 24 | John Cecil Noël                   | John Cecil Noël Jen Wheeler             | Aston Martin 1½ Le Mans                | Aston Martin 1.5L I4            | 180   |
| 12   | 1.1       | 39 | Jean Trévoux                      | Jean Trévoux René Carrière              | Riley Nine Ulster Imp                  | Riley 1.1L I4                   | 174   |
| 13   | 1.1       | 38 | Miss Dorothy Champney             | Dorothy Champney Kaye Petre             | Riley Nine Ulster Imp                  | Riley 1.1L I4                   | 172   |
| 14   | 1.1       | 32 | Jean de Gavardie                  | Jean de Gavardie George Stewart         | Amilcar C6                             | Amilcar 1.1L I6                 | 168   |
| 15   | 1.1       | 48 | Singer Ltd.                       | Norman Black J.R.H. Baker               | Singer Nine Le Mans                    | Singer 1.0L I4                  | 163   |
| 16   | 1.1       | 40 | Lord de Clifford                  | Freddie de Clifford Charles Brackenbury | Lagonda Rapier « De Clifford Special » | Lagonda 1.1L I4                 | 163   |
| 17   | 1.1       | 52 | Mme Anne-Cecile Rose-Itier        | Anne-Cecile Rose-Itier Charles Duruy    | MG PA Midget                           | MG 0.8L I4                      | 162   |
| 18   | 1.1       | 47 | Singer Ltd.                       | Tommy Wisdom John Donald Barnes         | Singer Nine Le Mans                    | Singer 1.0L I4                  | 161   |
| 19   | 1.1       | 44 | J.A. Grégoire                     | Félix Quinault Daniélault               | Tracta                                 | Tracta 1.0L I4                  | 158   |
| 20   | 1.1       | 42 | Clément-Auguste Martin            | Clément-Auguste Martin Fernand Pousse   | Amilcar CG « Spéciale Martin »         | Amilcar 1.1L I4                 | 155   |
| 21   | 1.1       | 45 | Alin Frères                       | Adrien Alin Albert Alin                 | B.N.C.                                 | B.N.C. 1.0L I4                  | 150   |
| 22   | 1.1       | 31 | Écurie de l'Ours                  | Camille Poiré Gaston Robail             | Amilcar C6                             | Amilcar 1.1L I6                 | 148   |
| 23   | 1.1       | 50 | R.P. Gardner                      | R.P. Gardner A.C. Beloë                 | Singer Nine Le Mans                    | Singer 1.0L I4                  | 143   |
| Abd. | 1.5       | 23 | Aston Martin Ltd.                 | Mortimer Morris-Goodall Jim Elwes       | Aston Martin 1½ Le Mans                | Aston Martin 1.5L I4            | 155   |
| Abd. | 1.5       | 22 | Aston Martin Ltd.                 | Thomas Fothringham-Parker John Appleton | Aston Martin 1½ Le Mans                | Aston Martin 1.5L I4            | 142   |
| Abd. | 5.0       | 3  | Just-Émile Vernet                 | Just-Émile Vernet Daniel Porthault      | La Lorraine B3-6                       | La Lorraine 3.5L I6             | 133   |
| Abd. | 750       | 54 | H. Bridgman Metchim               | H. Bridgman Metchim C.H. Masters        | Austin 7                               | Austin 0.7L I4                  | 95    |
| Abd. | 1.5       | 29 | Auguste Bodoignet                 | Auguste Bodoignte Fernand Vallon        | Bugatti                                | Bugatti 1.4L I6                 | 90    |
| Abd. | 1.1       | 33 | John Ludovic Ford                 | John Ludovic Ford Maurice Baumer        | MG Magnette K3                         | MG 1.1L compresseur I4          | 85    |
| Abd. | 3.0       | 6  | Lord Howe                         | Lord Howe Tim Rose-Richards             | Alfa Romeo 8C 2300LM                   | Alfa Romeo 2.4L compresseur I8  | 85    |
| Abd. | 1.1       | 30 | Just-Emile Vernet                 | Albert Debille Jean Viale               | Salmson GS                             | Salmson 1.1L I4                 | 82    |
| Abd. | 3.0       | 14 | Charles Brunet                    | Charles Brunet Jean Renaldi             | Bugatti Type 55                        | Bugatti 2.3L compresseur I8     | 75    |
| Abd. | 5.0       | 2  | Roger Labric                      | Roger Labric Pierre Veyron              | Bugatti Type 50S                       | Bugatti 4.9L I8                 | 73    |
| Éli. | 1.1       | 49 | Gordon Hendy                      | Gordon Hendy James Boulton              | Singer Nine Le Mans                    | Singer 1.0L I4                  | 59    |
| Éli. | 1.5       | 21 | Aston Martin Ltd.                 | A.C. Bertelli Clifton Penn-Hughes       | Aston Martin 1½ Le Mans                | Aston Martin 1.5L I4            | 59    |
| Abd. | 2.0       | 16 | Louis Villeneuve                  | Louis Villeneuve Géo Ham                | Derby L8                               | Derby 2.0L V8                   | 44    |
| Abd. | 3.0       | 5  | Tim Rose-Richards                 | Freddy Clifford Owen Saunders-Davies    | Alfa Romeo 8C 2300                     | Alfa Romeo 2.4L I8              | 40    |
| Abd. | 1.1       | 46 | Raymond Gaillard                  | Raymond Gaillard Paul Vallée            | Rally                                  | Rally 1.0L I4                   | 38    |
| Abd. | 750       | 53 | Philippe Maillard-Brune           | Philippe Maillard-Brune Charles Druck   | MG J Midget                            | MG 0.7L I4                      | 30    |
| Abd. | 1.1       | 43 | J.A. Grégoire                     | Pierre Padrault « Charlault »           | Tracta                                 | Tracta 1.0L I4                  | 23    |
| Abd. | 2.0       | 18 | Mrs. Gwenda Stewart               | Gwenda Stewart Louis Bonne              | Derby L8                               | Derby 2.0L V8                   | 16    |
| Dsq. | 3.0       | 15 | M. Bayard                         | Max Fourney Louis Decaroli              | Bugatti Type 55                        | Bugatti 2.3L I8                 | 15    |
| Abd. | 1.1       | 41 | Georges Boursin                   | Georges Boursin « Nadeau »              | Amilcar CGS                            | Amilcar 1.1L I4                 | 14    |
| Abd. | 3.0       | 7  | Raymond Sommer                    | Raymond Sommer Dr. Pierre Félix         | Alfa Romeo 8C 2300                     | Alfa Romeo 2.4L I8              | 14    |

Détails :
- La no 49 Singer Nine Sports et la no 21 Aston Martin LM sont éliminées à mi-course après 12 heures pour distance insuffisante.
- La no 15 Bugatti 55 est disqualifiée pour aide extérieure.

## Record du tour
- Meilleur tour en course :  Philippe Étancelin (no 9, Alfa Romeo 8C, Luigi Chinetti) en 5 min 41 s.

## Prix et trophées
- Prix de la Performance :  Riley Motor Company Ltd (no 36, Riley 9 Brooklands).
- 10e Coupe Biennal :  Riley Motor Company Ltd (no 36, Riley 9 Brooklands).

## À noter
- Longueur du circuit : 13,492 km
- Distance parcourue : 2 886,938 km
- Vitesse moyenne : 120,289 km/h
- Écart avec le 2e : 180,208 km